# NGC 7444
NGC 7444 is een lensvormig sterrenstelsel in het sterrenbeeld Waterman. Het hemelobject werd op 3 oktober 1785 ontdekt door de Duits-Britse astronoom William Herschel.

## Synoniemen
- MCG -2-58-16
- PGC 70219